# Даугирдас, Ромас
Ро́мас Да́угирдас (лит. Romas Daugirdas; род. 13 июля 1951, Вильнюс) — литовский поэт, работник литературной периодической печати.

## Биография
Родился в Вильнюсе. В 1974 году окончил факультет психологии Вильнюсского университета. Работал в Институте философии, социологии и права. С 1982 года работал в редакции газеты «Летувос пионерюс» („Lietuvos pionierius“, «Пионер Литвы»), затем в редакции журнала Союза писателей Литвы «Вильнюс». В настоящее время работает в редакции литературного журнала «Мятай» („Metai“).
С 1989 года член Союза писателей Литвы.

## Творчество
После  выпуска в 1981 году первой книги стихов Ромас Даугирдас издал ещё двенадцать поэтических книг. Литературный критик, редактор издательства „Homo liber“ Вилюс Гужаускас причисляет Даугирдаса к представителям антилирического стилистического направления в литовской поэзии с необработанным поэтическим языком и преобладанием в творчестве не эмоций, а интеллектуального начала, с использованием научной терминологии, математических формул, жаргонизмов.

## Издания

### Книги стихов
- Pastabos paraštėse: eilėraščiai. Vilnius: Vaga, 1981.
- Gimnastika pagal kompasą: eilėraščiai. Vilnius: Vaga, 1988.
- Daugtaškis skliaustuose: eilėraščiai. Vilnius, 1990.
- Aktas: eilėraščiai. Kaunas: Vaidoto Oškinio leidykla, 1993.
- Punktyras: eilėraščiai ir beveik eilėraščiai. Vilnius: Regnum fondas, 2002.
- Trys metrai už niekad: eilėraščiai. Vilnius: Vaga, 2005.
- Laisvas kritimas: eilėraščiai. Vilnius: Lietuvos Rašytojų sąjungos leidykla, 2007.
- Suklijuotos gegutės: ant penklinės filtro: eilėraščiai. Kaunas: Kitos knygos, 2008.
- Tatuiruotės ant veidrodžių: rinktinė. Vilnius: Naujoji Romuva, 2009.
- Padauginti iš liekanos: eilėraščiai. Vilnius: Homo liber, 2010.
- Mėnulio dezertyrai: atkarpos. Vilnius: Naujoji Romuva, 2011.
- Saulės dėmių medžiotojai: lyrika. Vilnius: Lietuvos rašytojų sąjungos leidykla, 2012.
- Ir trečią valandą po finišo: poesizmai. Vilnius: Homo liber, 2013.

### Составитель
- Poezijos pavasaris, 2003: almanachas. Vilnius, 2003.